# Acrosathe longipilosa
Acrosathe longipilosa är en tvåvingeart som beskrevs av Yang 2002. Acrosathe longipilosa ingår i släktet Acrosathe och familjen stilettflugor. Inga underarter finns listade i Catalogue of Life.